# شهرداری بلتینچی
شهرداری بلتینچی (به لاتین: Municipality of Beltinci) یک منطقهٔ مسکونی در اسلوونی است که در اسلوونی واقع شده‌است. شهرداری بلتینچی ۶۲٫۲ کیلومتر مربع مساحت و ۸٬۲۵۶ نفر جمعیت دارد.